# Talaromyces austrocalifornicus
Talaromyces austrocalifornicus är en svampart som beskrevs av Yaguchi & Udagawa 1993. Talaromyces austrocalifornicus ingår i släktet Talaromyces och familjen Trichocomaceae.   Inga underarter finns listade i Catalogue of Life.